# 14821 Motaeno
14821 Motaeno eller 1982 VG4 är en asteroid i huvudbältet som upptäcktes den 14 november 1982 av de båda japanska astronomerna Hiroki Kōsai och Kiichirō Furukawa vid Kiso-observatoriet i Japan. Den är uppkallad efter Tamashima i Kurashiki.